# 229 км (зупинний пункт)
229 кіломе́тр — пасажирська зупинна залізнична платформа Криворізької дирекції Придніпровської залізниці на лінії Нижньодніпровськ-Вузол — Апостолове.
Розташована на півночі села Сурсько-Клевцеве Дніпровського району Дніпропетровської області між станціями Сурське (2 км) та Привільне (18 км).
По платформі щоденно проходить пара дизель-потягів у напрямку Дніпра-Лоцманської та пара в напрямку Апостолового.